# 首部劇情電影計劃
首部劇情電影計劃（英語：First Feature Film Initiative）是《2013年施政報告》宣佈推行，作為政府支援香港電影業的最新措施。由商務及經濟發展局創意香港（2024年6月創意香港改組為文創產業發展處）2013年3月起以試驗性質推出比賽，計劃獲電影發展局支持，透過電影創作及製作計劃比賽選拔新秀，而勝出者將會得到電影發展基金撥款資助拍攝電影。
比賽於每年3月期間公開接受報名，劃分為大專組及專業組，大專組需要專上學院推薦，至於專業組別則經電影專業協會或機構推薦，資格方面，參與計劃的導演過去不能以導演、執行導演或聯合導演身份執導過長片。大專組名額最多兩個，專業組只設一個。第六屆大專組與專業組均設有最多三個得獎名額，不過亦可以是從缺。
至2025年1月，有18部電影已公開在香港院線上映。

## 資助金額
電影發展基金將撥款資助優勝團隊拍攝電影的全部費用，並於一年半內完成製作，而製作團隊可擁有及出售有關完成電影的版權，收益毋須歸還政府。第一屆大專組優勝團隊的製作費上限為每部電影200萬元，專業組優勝團隊的製作費上限為500萬元。由第二屆開始，最多可分別獲得325萬（大專組）及550萬元（專業組）拍攝其首部劇情電影
第六屆在獲得政府注資十億到電影發展基金之下，在名額上與獎金上也有改動。拍攝資金方面，大專組得獎計劃每部可獲資金由325萬增至500萬，而專業組則由550萬增至800萬。
| 屆數                 | 大專組 | 專業組 |
| -------------------- | ------ | ------ |
| 第1屆（2013）        | 200萬  | 500萬  |
| 第2-5屆（2016-2019） | 325萬  | 550萬  |
| 第6屆（2020-）       | 500萬  | 800萬  |

## 歷屆得獎電影

### 大專組
| 屆數        | 電影                                        | 導演         | 公映日期               | 發行商 | 票房（港元） |
| ----------- | ------------------------------------------- | ------------ | ---------------------- | ------ | ------------ |
| 第一屆 2013 | 《一念無明》                                | 黃進         | 2017年3月30日至5月31日 | 高先   | 16,923,985   |
| 第一屆 2013 | 《點五步》                                  | 陳志發       | 2016年8月25日至11月3日 | 高先   | 4,678,142    |
| 第二屆 2016 | 《以青春的名義》 （前名：以青春的名義愛你） | 譚惠貞       | 2018年1月11日至3月4日  | 天下一 | 475,274      |
| 第三屆 2017 | 《淪落人》                                  | 陳小娟       | 2019年4月11日至7月3日  | 高先   | 19,811,169   |
| 第四屆 2018 | 《手捲煙》                                  | 陳健朗       | 2021年6月17日至9月16日 | 安樂   | 8,003,119    |
| 第四屆 2018 | 《金都》                                    | 黃綺琳       | 2020年6月11日至9月30日 | 高先   | 5,260,059    |
| 第五屆 2019 | 《年少日記》 （前名：遺書）                 | 卓亦謙       | 2023年11月16日         | mm2    | 28,000,000   |
| 第五屆 2019 | 《過時·過節》 （前名：陽）                  | 曾慶宏       | 2022年11月24日         | 安樂   | 12,772,919   |
| 第六屆 2020 | 《但願人長久》                              | 祝紫嫣       | 2024年4月11日至7月31日 | 高先   | 4,828,853    |
| 第六屆 2020 | 《寄了一整個春天》 （前名：風景線）         | 葉鈺瀛       | 2024年11月7日          | mm2    |              |
| 第六屆 2020 | 《電競女孩》 （前名：電競女孩聯盟）         | 白瑋琪、楊帆 | 製作中                 |        |              |
| 第七屆 2022 | 《長洲賓客拯救隊》                          | 李心悅       | 製作中                 |        |              |
| 第七屆 2022 | 《被殺的那天》                              | 林樂騫       | 製作中                 |        |              |
| 第七屆 2022 | 《媽樣年華》                                | 胡翠兒       | 待上映                 |        |              |
| 第八屆 2023 | 《不孝子單挑惡老母》                        | 黃偉雄       | 製作中                 |        |              |
| 第八屆 2023 | 《善男信女》                                | 楊兩全       | 製作中                 |        |              |
| 第八屆 2023 | 《夢之罪》                                  | 馬越         | 製作中                 |        |              |

### 專業組
| 屆數        | 電影                        | 導演           | 公映日期                | 發行商         | 票房（港元） |
| ----------- | --------------------------- | -------------- | ----------------------- | -------------- | ------------ |
| 第一屆 2013 | 《藍天白雲》                | 張經緯         | 2018年1月18日至2月27日  | 發行工作室     | 771,424      |
| 第二屆 2016 | 《散後》 （前名：戀@廣埸）  | 陳哲民         | 2020年10月24至28日      | 影意志         | 29,535       |
| 第三屆 2017 | 《G殺》                     | 李卓斌         | 2019年3月14日至4月16日  | 双喜           | 1,050,899    |
| 第四屆 2018 | 《遺愛》 （前名：滄海遺愛） | 馮智恒         | 2021年6月10日至7月7日   | 無限動力       | 704,122      |
| 第五屆 2019 | 《燈火闌珊》                | 曾憲寧         | 2023年4月13日至8月25日  | 安樂           | 3,113,124    |
| 第六屆 2020 | 《我談的那場戀愛》          | 何妙祺         | 2024年9月12日至12月26日 | 天下一         | 18,058,407   |
| 第六屆 2020 | 《流水落花》                | 賈勝楓         | 2023年3月2日至7月5日    | 環球影業(香港) | 7,061,098    |
| 第七屆 2022 | 《大分瓶》                  | 湯仲星         | 待上映                  |                |              |
| 第七屆 2022 | 《情·色·直播》              | 余詩朗         | 製作中                  |                |              |
| 第七屆 2022 | 《武替道》                  | 梁冠堯、梁冠舜 | 2024年9月26日至11月20日 | 安樂           | 9,032,557    |
| 第八屆 2023 | 《不得不好死》              | 張蚊           | 製作中                  |                |              |
| 第八屆 2023 | 《飛紙仔》                  | 江皓昕         | 製作中                  |                |              |
| 第八屆 2023 | 《執迷》                    | 張聞天         | 製作中                  |                |              |

## 獎項與提名
以下只列出香港電影金像獎其中三項：新晉導演獎、最佳導演及最佳電影。
| 金像獎屆數           | 新晉導演                 | 結果 | 最佳導演 | 結果   | 最佳電影     | 結果   |
| -------------------- | ------------------------ | ---- | -------- | ------ | ------------ | ------ |
| 第36屆 （2016）      | 陳志發《點五步》         | 提名 | 不適用   | 不適用 | 《點五步》   | 提名   |
| 第36屆 （2016）      | 黃進《一念無明》         | 獲獎 | 黃進     | 提名   | 不適用       | 不適用 |
| 第38屆 （2018）      | 陳小娟《淪落人》         | 獲獎 | 陳小娟   | 提名   | 《淪落人》   | 提名   |
| 第38屆 （2018）      | 李卓斌《G殺》            | 提名 | 不適用   | 不適用 | 不適用       | 不適用 |
| 第39屆 （2019）      | 黃綺琳《金都》           | 獲獎 | 不適用   | 不適用 | 不適用       | 不適用 |
| 第40屆 （2020-2021） | 陳健朗《手捲煙》         | 獲獎 | 不適用   | 不適用 | 不適用       | 不適用 |
| 第42屆 （2023）      | 卓亦謙《年少日記》       | 獲獎 | 卓亦謙   | 提名   | 《年少日記》 | 提名   |
| 第42屆 （2023）      | 祝紫嫣《但願人長久》     | 提名 | 不適用   | 不適用 | 不適用       | 不適用 |
| 第43屆 （2024）      | 何妙祺《我談的那場戀愛》 | 提名 | 不適用   | 不適用 | 不適用       | 不適用 |
| 第43屆 （2024）      | 梁冠堯、梁冠舜《武替道》 | 提名 | 不適用   | 不適用 | 不適用       | 不適用 |

## 外部連結
- 官方网站